# Bolitoglossa pacaya
Bolitoglossa pacaya é uma espécie de anfíbio caudado da família Plethodontidae. Está presente na Guatemala. A UICN classificou-a como vulnerável.